# Esquirol pigmeu de Boquete
L'esquirol pigmeu de Boquete (Microsciurus boquetensis) és una espècie de rosegador de la família dels esciúrids. Viu a Panamà i, possiblement, l'extrem nord-occidental de Colòmbia. El seu hàbitat natural són les muntanyes, on viu a altituds d'aproximadament 1.800 msnm. El pelatge dorsal recorda el de M. alfari, però és més pàl·lid, llarg i espès, mentre que el ventral és ocraci-rogenc. El seu nom específic, boquetensis, significa ‘de Boquete’ en llatí.